# Flumazenil
Flumazenil, imidazobenzodiazepina (łac. Flumazenilum) – organiczny związek chemiczny, lek z grupy benzodiazepin, będący antagonistą (kompetycyjnym) receptora benzodiazepinowego. Stosowany jest jako odtrutka po przedawkowaniu benzodiazepin. Flumazenil odwraca szybko (w ciągu 30–60 s przy podaniu dożylnym) działanie pochodnych benzodiazepiny, przede wszystkim sedację oraz upośledzenie sprawności psychomotorycznej; w mniejszym stopniu wpływa na depresję oddechową i zaburzenia pamięci. Znajduje również zastosowanie w terapii śpiączki wątrobowej, w celu zmniejszenia objawów encefalopatii. Nie odwraca działania barbituranów, środków znieczulenia ogólnego, opioidów i etanolu.
Po raz pierwszy wprowadzony do lecznictwa w roku 1987 przez firmę Hoffmann-La Roche pod nazwą Anexate.

## Wskazania
- diagnostyka i leczenie przedawkowania pochodnych benzodiazepiny lub zatrucia nimi
- całkowite lub częściowe odwrócenie działania pochodnych benzodiazepiny w okresie okołooperacyjnym

## Przeciwwskazania
- nadwrażliwość na składnik preparatu lub pochodne benzodiazepiny
- przedawkowanie trójpierścieniowych leków przeciwdepresyjnych
- skłonność do drgawek
- długotrwałe stosowanie pochodnych benzodiazepiny
- pozostawanie pacjenta pod wpływem środków zwiotczających mięśnie